# Pseudomonas putida
Pseudomonas putida és un bacteri del sòl gram negatiu i saprotròfic. Està dins del grup P. putida.
Aquest va ser el primer organisme patentat del món i per això va originar un litigi al Tribunal Suprem dels Estats Units que el seu inventor Ananda M. Chakrabarty, guanyà. El metabolisme d'aquest bacteri s'ha demostrat capaç de degradar solvents orgànics com el toluè. Aquesta habilitat le fa apte per actuar contra la contaminació a través del procés de bioremediació, o per biodegradar petroli. També es fa servir com biofertilitzant per la seva capacitat de solubilitzar el fòsfor. En fitopatologia es fa servir contra malalties de les plantes recent germinades com les que provoquen els fongs Pythium i Fusarium.